# Marktkruis (algemeen)

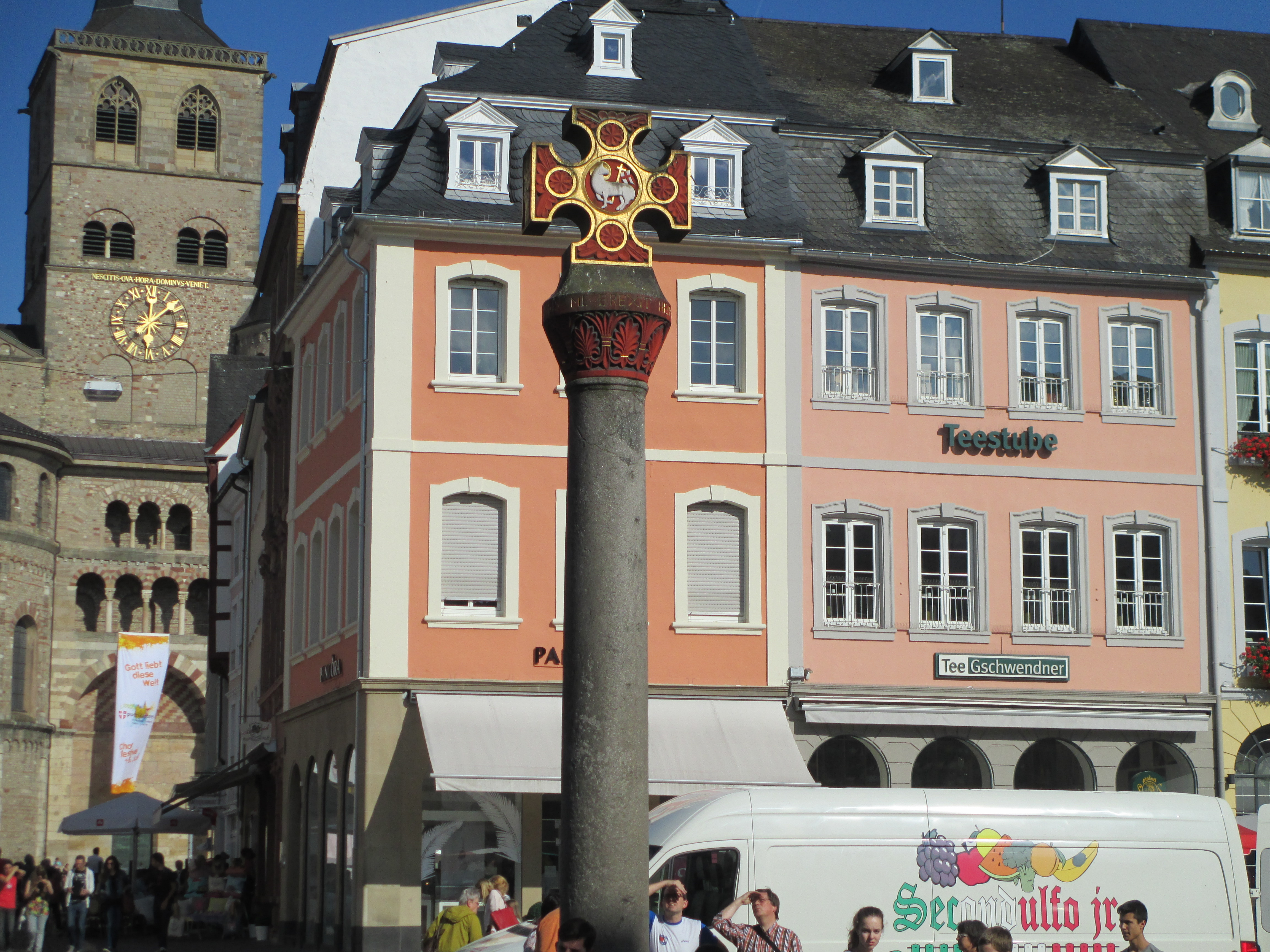
Marktkruis in Trier

Een marktkruis of marktvredekruis is een kruis dat in veel middeleeuwse steden op het centrale plein stond opgesteld als symbool van de marktvrede. Het kruis werd vaak opgericht bij het verkrijgen van marktrechten. Het kruis werd ook gebruikt om de marktreglementen en andere mededelingen op te hangen. Er zijn in Nederland slechts enkele marktkruisen bewaard gebleven. In Engeland zijn er in 2019 nog meer dan 100.
De traditie van marktkruisen is op verschillende locaties, zoals Nijmegen en Batenburg, voortgekomen uit de blauwe steen, die in de Romeinse tijd op het centrale kruispunt van een stad werd aangebracht. Het oudste marktkruis in Duitsland staat in Trier. Het dateert uit 958.

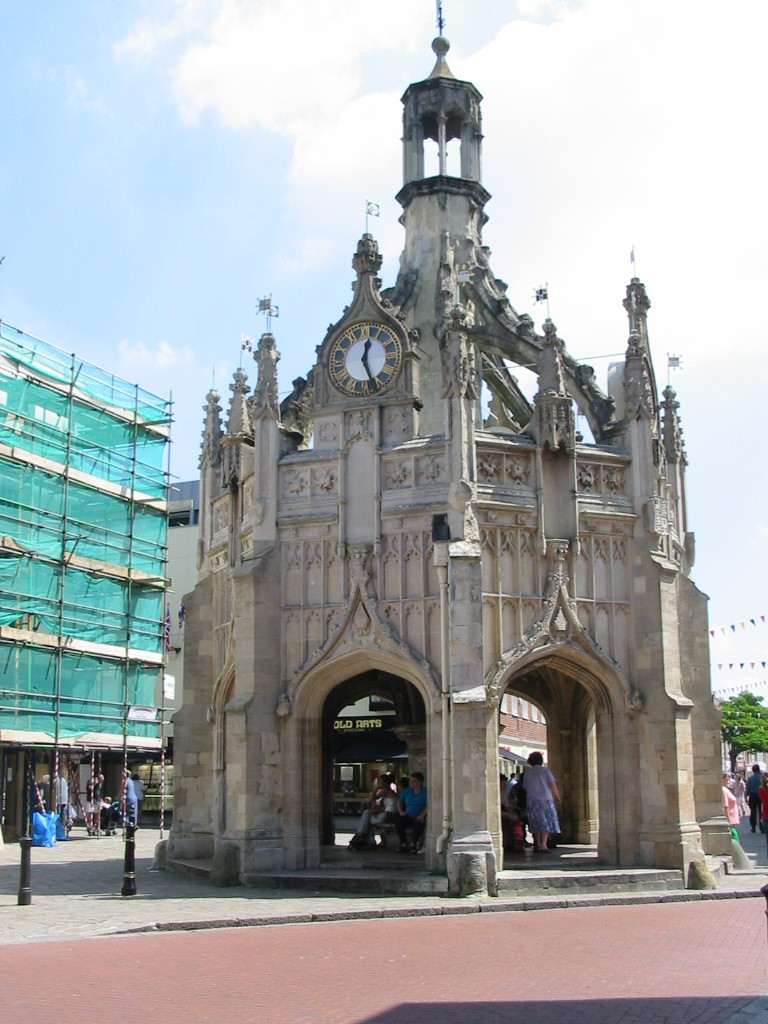
Marktkruis in Chichester

## Marktvrede
De marktvrede rond het kruis hield in dat iedereen de markt kon bezoeken, ook de kooplieden zelf, zonder het risico te lopen vervolgd te worden voor misdaden. Op de markt kon ook een lagere vorm van rechtspraak plaatsvinden. Soms stond naast het kruis een schandpaal of zelfs een schavot.
De marktkruisen konden permanent zijn opgesteld, maar werden ook geplaatst voor de duur van een jaarmarkt of kermis. Zo worden in Voorschoten nog steeds sinds de oprichting van de jaarlijkse paardenmarkt twee tijdelijke marktkruisen geplaatst, die schuin in een grenspaal gestoken worden. Tussen deze twee wit geschilderde marktkruisen gold de marktvrede.

## Symboliek
Het kruis kon op een bol of pijnappel staan, als symbool van wereldlijke macht. In sommige steden, vooral in Engeland, werd om het kruis een open hal gebouwd. Het kruis kreeg soms de naam van de waren die verhandeld werden. Zo werd het kruis in Deventer roggestapel genoemd.
Marktkruisen werden na de middeleeuwen wel vervangen door een perroen, een zuil met bovenop een pijnappel.

## Voorbeelden
- Marktkruis (Amel) - België
- Ormiston Market Cross - Schotland
- Preston Market Cross - Schotland
- Butter cross (Ludlow en Winchester)
- Poultry cross (Salisbury)